# Graser-Nunatak
Der Graser-Nunatak ist ein 1592 m hoher und weitgehend isolierter Nunatak im westantarktischen Ellsworthland. Er ragt 1,5 km südöstlich des Hinely-Nunatak und 26 km östlich der Sky-Hi-Nunatakker auf.
Das Advisory Committee on Antarctic Names benannte ihn 1987 nach William F. Graser, Kartograph des United States Geological Survey, der im antarktischen Winter 1976 an Satellitenvermessungen auf der Amundsen-Scott-Südpolstation beteiligt war.